# Éthanol cellulosique
L'éthanol cellulosique (ou ceetol) est un biocarburant de transport fabriqué à partir de déchets agricoles et ligneux, ainsi que d'arbres à croissance rapide.
La paille de blé, la canne à sucre, le maïs, les déchets ligneux, le panic érigé et le peuplier constituent autant de sources potentielles. Les sous-produits végétaux servent à produire l'énergie requise pour la fabrication de l'éthanol cellulosique. Son potentiel de réduction des émissions de gaz à effet de serre est supérieur à celui de l'éthanol traditionnel fabriqué à partir de céréales. Comme l'éthanol traditionnel, l'éthanol cellulosique peut être ajouté à l'essence et utilisé dans tous les véhicules à essence d'aujourd'hui.
La production d'éthanol cellulosique pourrait permettre de stimuler la croissance économique dans les régions rurales, d'ouvrir de nouveaux marchés aux agriculteurs et d'accroître l'usage de l'énergie renouvelable.
La production d'éthanol se découpe en plusieurs étapes : rupture de la cellulose pour obtenir des sucres, puis transformation des sucres en carburant (comme l'éthanol).

## Réalisations

### France
Le 16 janvier 2014, la société DEINOVE a annoncé obtenir un taux (volume/volume) de 9 % d'éthanol à partir de glucose, en faisant agir des bactéries qu'ils ont appelé Deinocoques.
En France, la recherche sur la thématique est portée par le PROJET FUTUROL, regroupant 11 acteurs de la recherche, de l'industrie et de la finance. Ce projet a démarré en 2008 et s'appuie sur un réseau de 12 laboratoires. En 2011, le dispositif a été complété par la mise en service d'une usine-pilote, véritable usine comprenant toutes les étapes unitaires à la production d'éthanol cellulosique.

### Italie
En octobre 2013, Beta Renewables et le producteur d'enzymes Novozymes ont inauguré la première unité commerciale de production d'éthanol cellulosique, d'une capacité de 50 millions de litres par an, à Crescentino, dans le Nord de l'Italie.

### États-Unis
Le DoE (département de l'Énergie) a décidé le 28 février 2007 de subventionner massivement la construction d'usines de production d'éthanol cellulosique, filière dont le rendement énergétique est bien supérieur à celui de la production d'éthanol à partir de grains de maïs. L'initiative du DoE, qui vise à abaisser le coût de revient de l'éthanol cellulosique au niveau de celui de l'éthanol de grains (1,4 $/gal), couvrira jusqu'à 40 % des frais de construction des nouvelles usines. Six usines sont prévues pour une production annuelle de 132 millions de gallons.
Début septembre 2014, la société POET-DSM Advanced Biofuels, joint-venture détenue à parts égales par l'entreprise néerlandaise Royal DSM et le bioraffineur américain POET, a inauguré une première unité de production d'éthanol cellulosique, baptisée « Project Liberty », à Emmetsburg, dans l'Iowa. L'usine devait produire annuellement 75 millions de litres d'éthanol pour une capacité de production maximale de 94 millions de litres. Elle devait utiliser 285 000 tonnes de résidus de culture de maïs (tiges, feuilles, rafles). Elle a fermé en 2020, en raison de coûts de production non compétitifs avec ceux du pétrole, malgré 120 millions de dollars de subventions publiques. 
En octobre 2014, l'espagnol Abengoa inaugurait sa propre usine de production d'éthanol cellulosique d'une capacité de production équivalente, à Hugoton, dans le Kansas. Cette usine recourt au procédé d'hydrolyse enzymatique et est alimentée à 80 % par des résidus de maïs, complétés par de la paille de blé, de mil et de panic érigé (herbacée). Les résidus de biomasse en sortie de processus servent à alimenter une centrale de cogénération de 21 MWe.